# Isosticta robustior
Isosticta robustior – gatunek ważki z rodziny Isostictidae.